# Hundstalkogel
Der Hundstalkogel ist ein 3080 m ü. A. hoher Berg des Geigenkamms, eines Gebirgszuges der Ötztaler Alpen. Er ist einer der am weitesten in Richtung Tal vorgeschobenen Dreitausender des Pitztales und aus dem vorderen Pitztal schon von weit her zu erkennen. Er bietet dem Beobachter aus dem Tal die Gestalt eines mächtigen Keils mit zwei gewaltigen Felsschultern rechts und links dar. Sein gerade aussehender, scharfer Grat trägt zwei Gipfel. Den 2948 m hohen Nordgipfel und den 3080 m hohen Südgipfel. Der Südgrat trägt einige tief eingeschnittene Scharten und zieht in einem leichten Bogen nach Südwest zum Sturpen weiter. Seine Nordwest-Schulter trägt den Schwarzkogel.

## Erstbesteigung
Die Erstbesteigung des Berges wurde 1889 von F. Hörtnagl, L. Prochaska und F. Stolz durchgeführt. Sie stiegen dabei vom Sandjoch über den steilen, blockigen Bergrücken zuerst zum Nordgipfel auf. Dann kletterten sie über den schwierigen Verbindungsgrat hinüber zum Hauptgipfel. Der Abstieg erfolgte über den Südgrat und in die Plattenhänge des Hundskars hinab.

## Routen
Die Besteigung des Berges ist auf allen Routen recht weit, weil es keine passenden Stützpunkte gibt. Die gängigsten Routen sind folgende:
- Südflanke: Der leichteste Anstieg führt von Trenkwald im Pitztal über die Hundsbachalm. Bis zur Alm kann der markierte Steig genutzt werden, der weiter zum Breitlehnerjoch führt. Auf einer Höhe von etwas über 2200 m verlässt man den Steig und steigt weglos in nordöstlicher Richtung in das Tal unterhalb des Verbindungsgrat zum Sturpen. Eine Karschwelle auf etwa 2700 m kann links des Felsriegels links des Bachs erstiegen werden (I). Nach Überwindung dieses steileren Talabschnitts erreicht man bald den Talkessel des Hundskars. Von dort führt eine deutliche, nach oben sich stark verengende Rinne zum Südgrat des Berges. Anschließend geht es in leichter Kletterei (I, wenige Stellen II) über den Grat zum Gipfel, wobei einige schwierigere Gratabschnitte in der Ostflanke umgangen werden können. Laut Literatur sind für diesen Anstieg vier Stunden zu veranschlagen.
- Normalweg zum Nordgipfel: Über die Luibisalm ins Luibiskar. Nun nach Süden unter der Reiserscharte vorbei zum Sandjoch (2826 m). Vom Sandjoch aus über den steilen, blockigen Bergrücken gerade empor. Im oberen Teil über plattige Felsen zum Nordgipfel mit Steinmann.
- Übergang von Nordgipfel zum Südgipfel: In 15 Minuten kann man in ausgesetzter, mäßig schwieriger Kletterei (II) vom Nordgipfel zum Südgipfel gelangen.

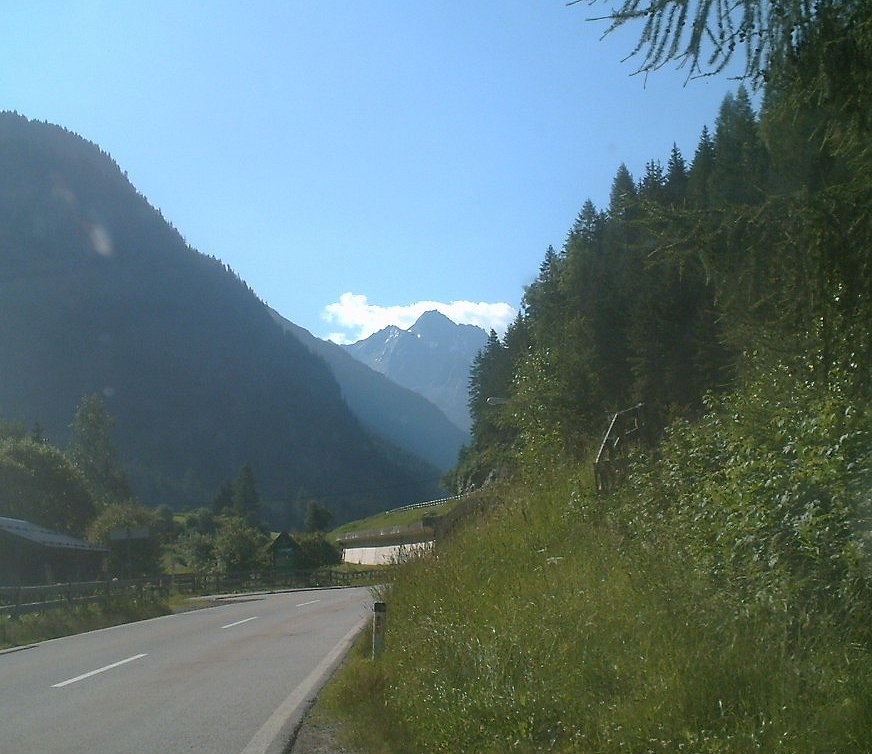
Hundstalkogel aus dem Pitztal
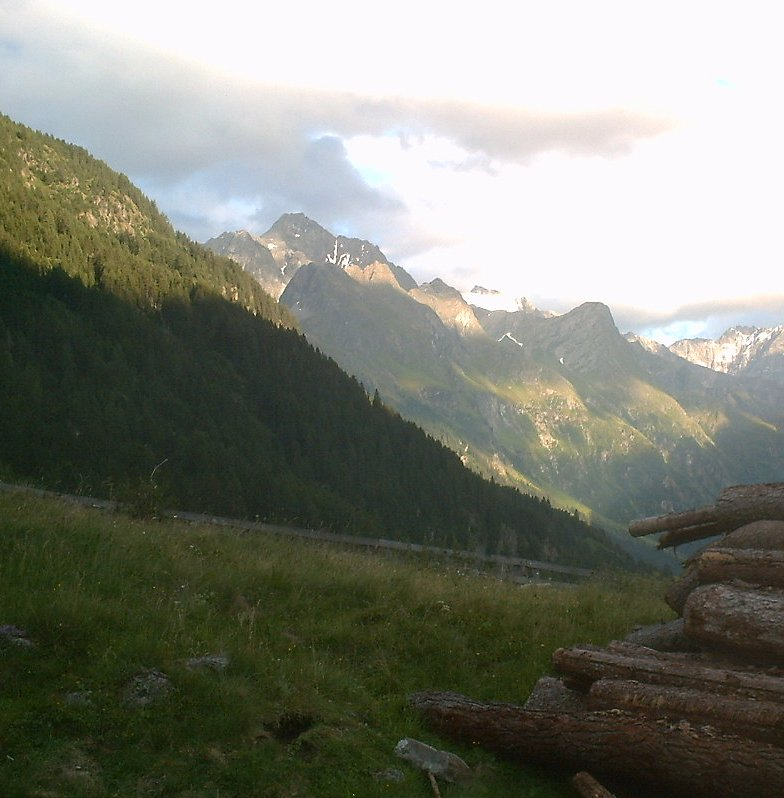
Hundstalkogel aus dem Pitztal mit Schwarzkogel
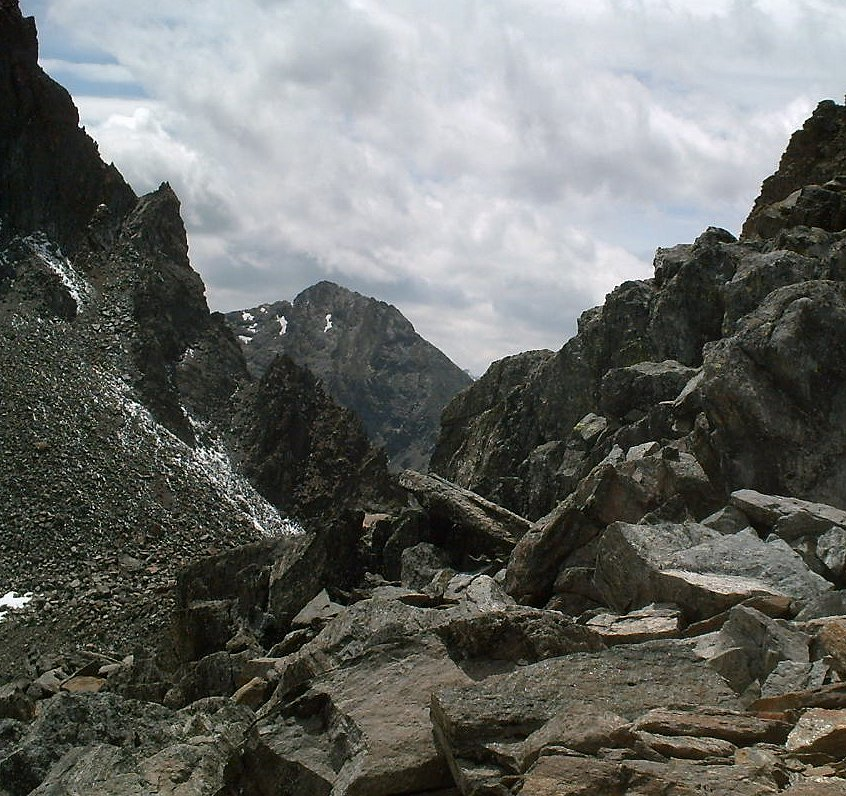
Hundstalkogel von der Luibisscharte
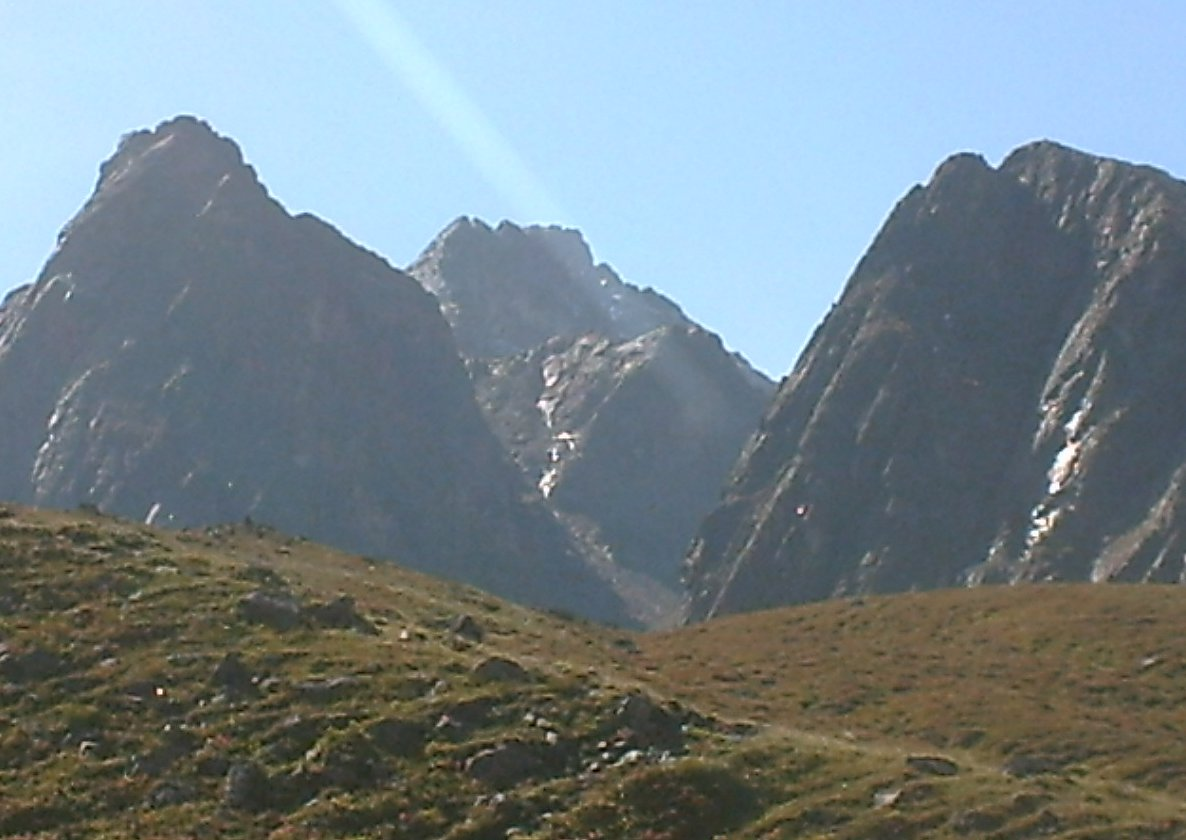
Hundstalkogel von der Luibisalm. Links der Schwarzkogel